# Summer Catch
Summer Catch (englisch für ‚Sommerfang‘, dt. Titelzusatz Auf einen Schlag verliebt) ist eine US-amerikanische Teenagerkomödie von Michael Tollin aus dem Jahr 2001 mit Freddie Prinze jr., Jessica Biel, Fred Ward und Brian Dennehy in den Hauptrollen.

## Handlung
Ryan Dunne spielt sehr gerne Baseball. Er ist ehrgeizig und talentiert und verbringt seine Freizeit meistens auf dem Baseballplatz. Er hofft, dass er von einem Profi-Team entdeckt wird. Er spielt gut; hat aber ein Handicap: Er wirft den Ball mit der linken Hand. Linkshänder sind als Profi-Pitcher in der Major League Baseball sehr selten. Im Gärtnereibetrieb seines Vaters verdient Ryan sein Geld. Im Sommer mäht er den Rasen verschiedener reicher Leute. Mit seinem Liebesleben ist er unzufrieden. Sein Trainer bietet Ryan an, in der Baseball-Sommerliga mitzuspielen. Ryan ist begeistert und sieht darin die Chance seines Lebens. Er hat es anfangs sehr schwer in der Mannschaft. Seine Teamkollegen sind alle Collegestudenten, die sich für etwas Besseres halten. Ryan spielt jedoch sehr gut und bringt sensationelle Leistungen hervor. Schließlich gewinnt er nach und nach die Sympathien seiner Mitspieler.
An einem Tag lernt er Tenley Parrish kennen, die mit ihren Eltern die Sommermonate auf Cape Cod verbringt, und verliebt sich in sie. Sie ist Absolventin einer Spitzenuniversität, hat aber kein Problem damit, dass Ryan nur ein Gärtner ist. Ihr Vater ist in der Sache ganz anderer Ansicht. Er ist ein reicher und sehr arroganter Geschäftsmann und will nicht, dass sich seine Tochter mit einem einfachen Arbeiter abgibt. Er versucht die Beziehung zu beenden, indem er der Firma von Ryans Vater damit droht, einen großen Auftrag zu annullieren. Für das kleine Gartenbauunternehmen wäre das eine finanzielle Katastrophe und er müsste schließen. Ryan weiß nicht, was er tun soll.

## Hintergrund
Der Film wurde auf Cape Cod (Massachusetts), in Cincinnati (Ohio) und in North Carolina gedreht. Seine Produktionskosten betrugen schätzungsweise 34 Millionen US-Dollar. Der Film spielte in den Kinos der USA ca. 19,7 Millionen US-Dollar ein.
Der Soundtrack des Films beinhaltet 22 Lieder.
- Sweet Summer – Aaron Kamin & Alex Band
- Jump – Keith Volpone, Walter Brandt & Bill Brandt
- Would You …? – David Lowe
- Straight To … Number One – David Lowe & Vanessa Lancaster
- Bohemian Like You – Courtney Taylor-Taylor
- Soul Sound – Charlotte Edwards & Sam Harley
- Let It Go – Scott Blasey
- Mr. Hawkins – Uncle Kracker & Mike Bradford
- Another Day – John Hampson
- Anything and Everything – Gordon Kennedy, Wayne Kirkpatrick & Billy Mann
- Every Time She Walks – Miles Zuniga, Tony Scalzo, Joey Shuffield & Britt Daniel
- I Like It – Tony Pabon & Manny Rodriguez
- Going Back to Cali – Rick Rubin & LL Cool J
- Over My Head – Dan Wilson
- Makes No Difference – Sum 41
- The Whole Enchilada – Shelly Parker & Brett Laurence
- Wild Blue Night – Dillon O’Brian, Frina Harmon & Matthew Gerrard
- Skin – Ed Roland
- Tell Her This – Tomas Costanza
- What It Beez Like – Sam Hollander, David Schommer & Tarsha Vega
- Sometimes – Michael Franti & Carl Young
- Lovin’ Each Day – Rick Nowels & Gregg Alexander

## Kritiken
Summer Catch erhielt ein schlechtes Presseecho, was sich auch in den Auswertungen US-amerikanischer Aggregatoren widerspiegelt. So erfasst Rotten Tomatoes größtenteils kritische Besprechungen und ordnet den Film dementsprechend als „Gammelig“ ein. Laut Metacritic fallen die Bewertungen im Mittel „Grundsätzlich Ablehnend“ aus.
Das Lexikon des internationalen Films schrieb, der Film sei „konventionell“ und eine „für ein jugendliches Publikum angerichtete gefühlige Mischung aus (Sport-)Drama, romantischer Komödie und ‚Entwicklungsroman‘ mit denkbar schlichter Handlung“. Lediglich die Darstellung des „Altstars“ Brian Dennehy wurde gelobt.

„Die Figuren sind nicht alle erbärmliche Stereotype. […] Aber das läuft auf wenig hinaus, denn nichts wirkt fordernd, lustig oder erinnerungswürdig – nur kraft- und mutlos. […] Das ist nur Vanille – nicht die gute Vanille, sondern der schale Becher ganz hinten im Kühlschrank, vergessen und übersehen.“